# Mras Su
Mras Su (rusky Mрас-Су) je řeka v Kemerovské oblasti v Rusku. Je 338 km dlouhá. Povodí má rozlohu 8 840 km². Nazývá se také Akmras (rusky Акмрас).

## Průběh toku
Pramení na Abakanském hřbetu a teče v hluboké dolině po Gorné Šoriji. Koryto je značně členité a vyskytují se v něm četné říční prahy. Ústí zleva do Tomi (povodí Obu) na 635 říčním kilometru.

## Vodní režim
Zdrojem vody jsou především sněhové srážky. Průměrný roční průtok vody ve vzdálenosti 6 km od ústí činí 173 m³/s. Zamrzá v polovině listopadu a rozmrzá v dubnu.

## Využití
Řeka je splavná. Nedaleko ústí se nachází město Myski. V povodí řeky se nacházejí naleziště železné rudy.